# Johan Friedrich Heinrich
Johan Friedrich (Frederik) Heinrich (født 1730, død 24. marts 1808 i København) var en dansk læge, handelsmand og godsejer.
Han var fra 1757 til 1769 regimentsfeldskær og hospitalsmedikus på St. Croix samt assisterede ved de kgl. plantager og krigsskibe, blev 1771 kommerceintendant og medlem af regeringsrådet i Dansk Vestindien og det sekrete råd på St. Croix og St. Thomas, blev 1776 justitsråd, 1777 etatsråd, 1779 direktør for den vestindiske og guineiske handel, 1784 konferensråd, 1786 medlem af direktionen for den vestindiske gælds likvidation, 1785 handelskyndig direktør i Det vestindiske Handelsselskab og entlediget 1804 med 1.200 Rd. Heinrich fik rang med generalmajorer i 1789. Fra 1789 til 1799 ejede han herregården Sparresholm.
Han var gift med Birgitte van Lexmond (født 1738, død 10. oktober 1811 i København), datter af den hollandske generalguvernør van Lexmond. Parret havde seks børn, og en datter af dette ægteskab, Frederikke Sophie Heinrich, ægtede baron Henrik Bolten og senere grev Frederik Christopher Trampe. To andre døtre, Johanne Henriette Heinrich (1776-1802) og Anna Elisabeth Heinrich (1782-1826), ægtede samme grosserer Thomas Ter-Borch (1762-1812). Familien boede i året 1787 i Amaliegade matrikel 71DD (matr. 131, nr. 36, nedrevet) med en husholdning på 18 personer.